# Federacja Związków Zawodowych Pracowników PKP

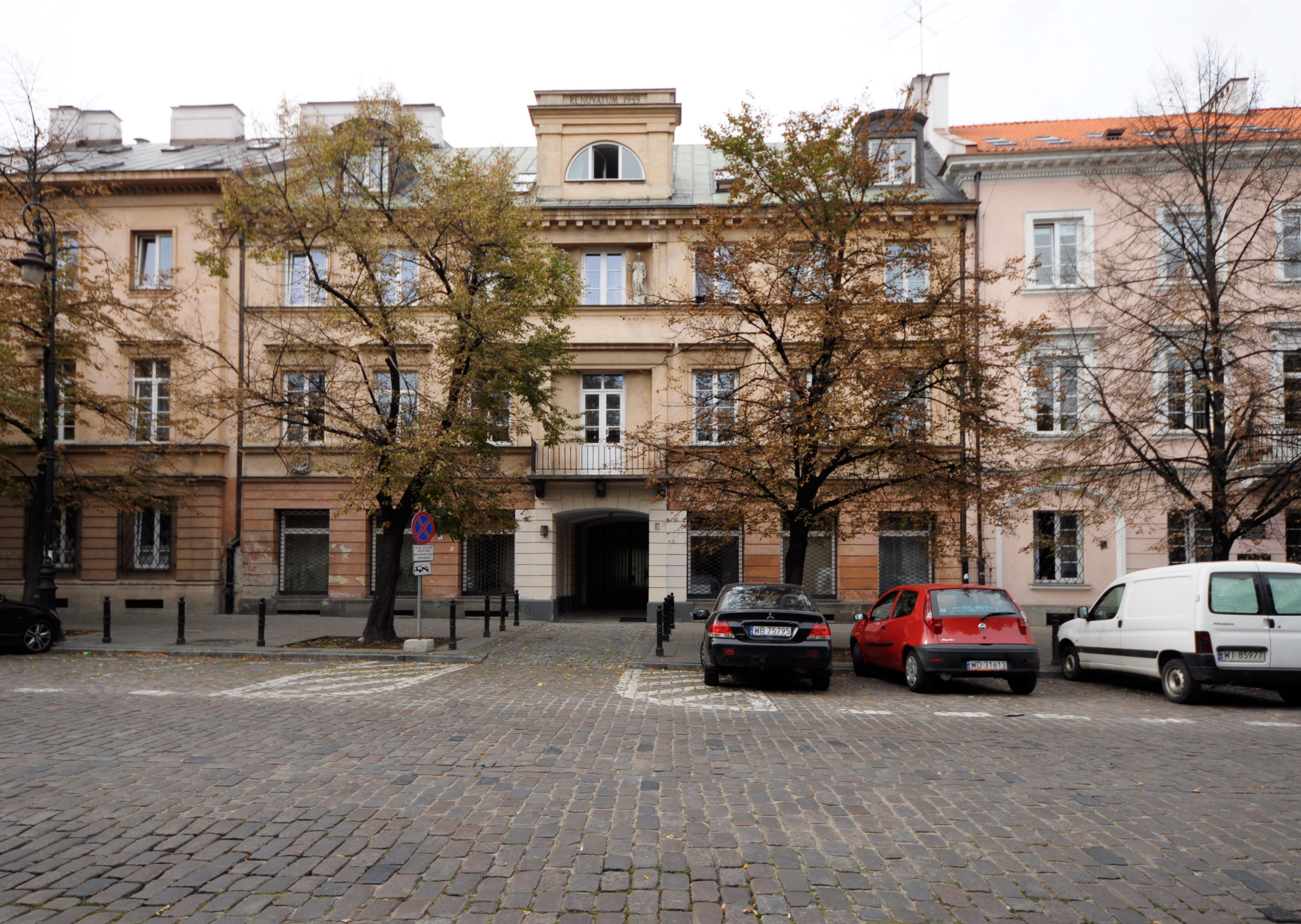
Pierwsza siedziba ZZK w Warszawie przy ul. Długiej 18/20 (1927)

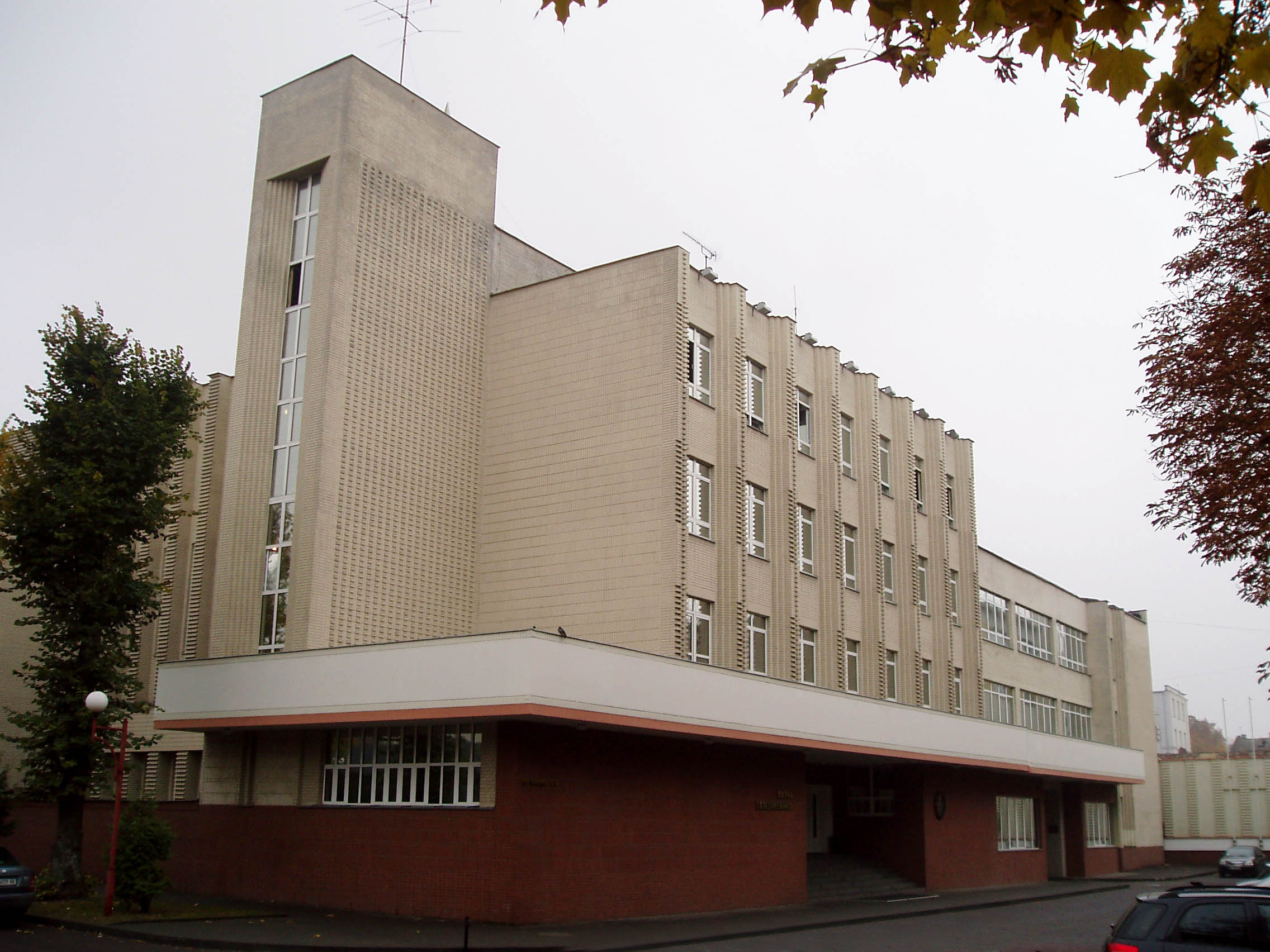
Dawny Dom ZZK we Lwowie, obecnie Muzeum Historii Kolei Lwowskiej (1937)

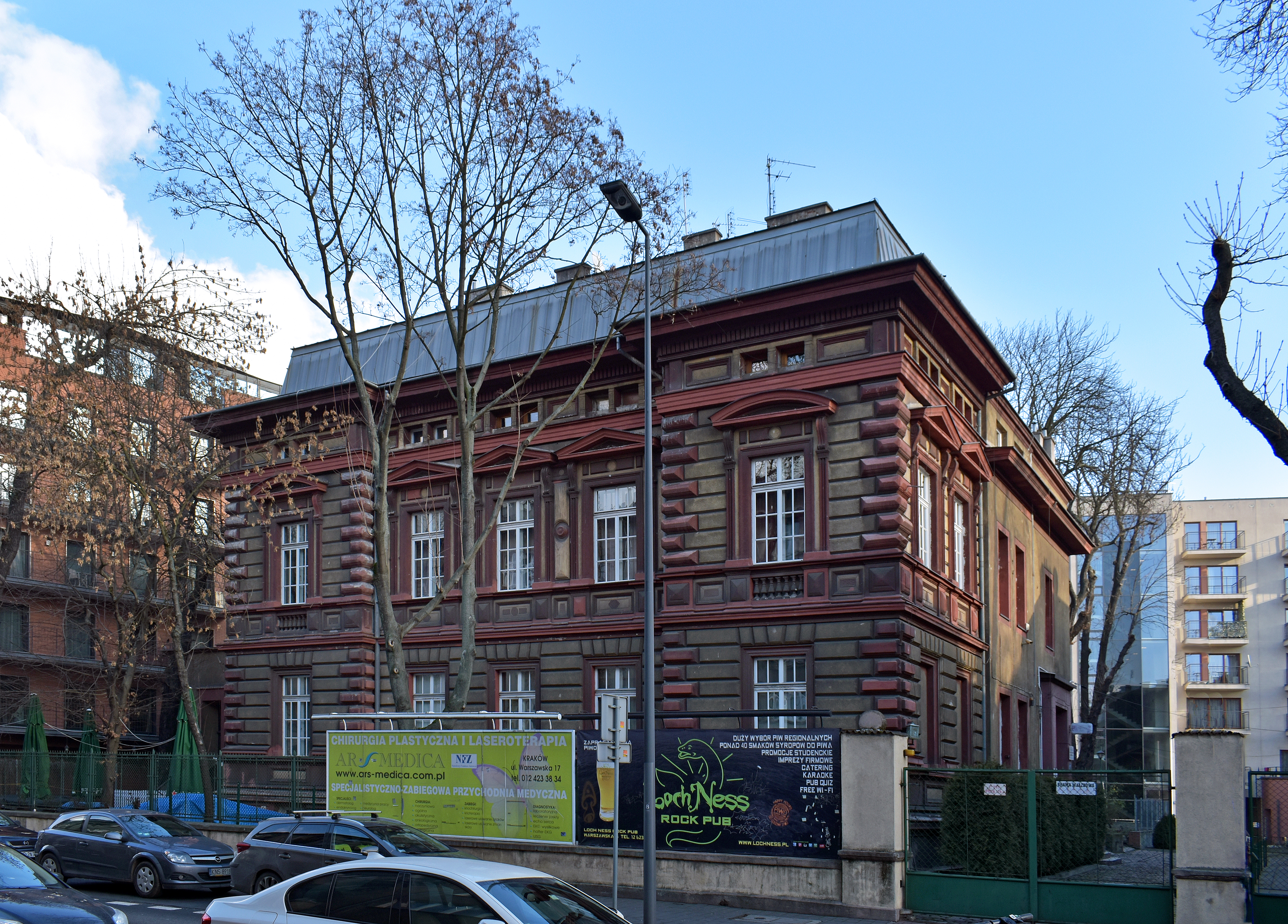
Dawny Dom ZZK w Pałacu Przeworskich w Krakowie przy ul. Warszawskiej 15/17

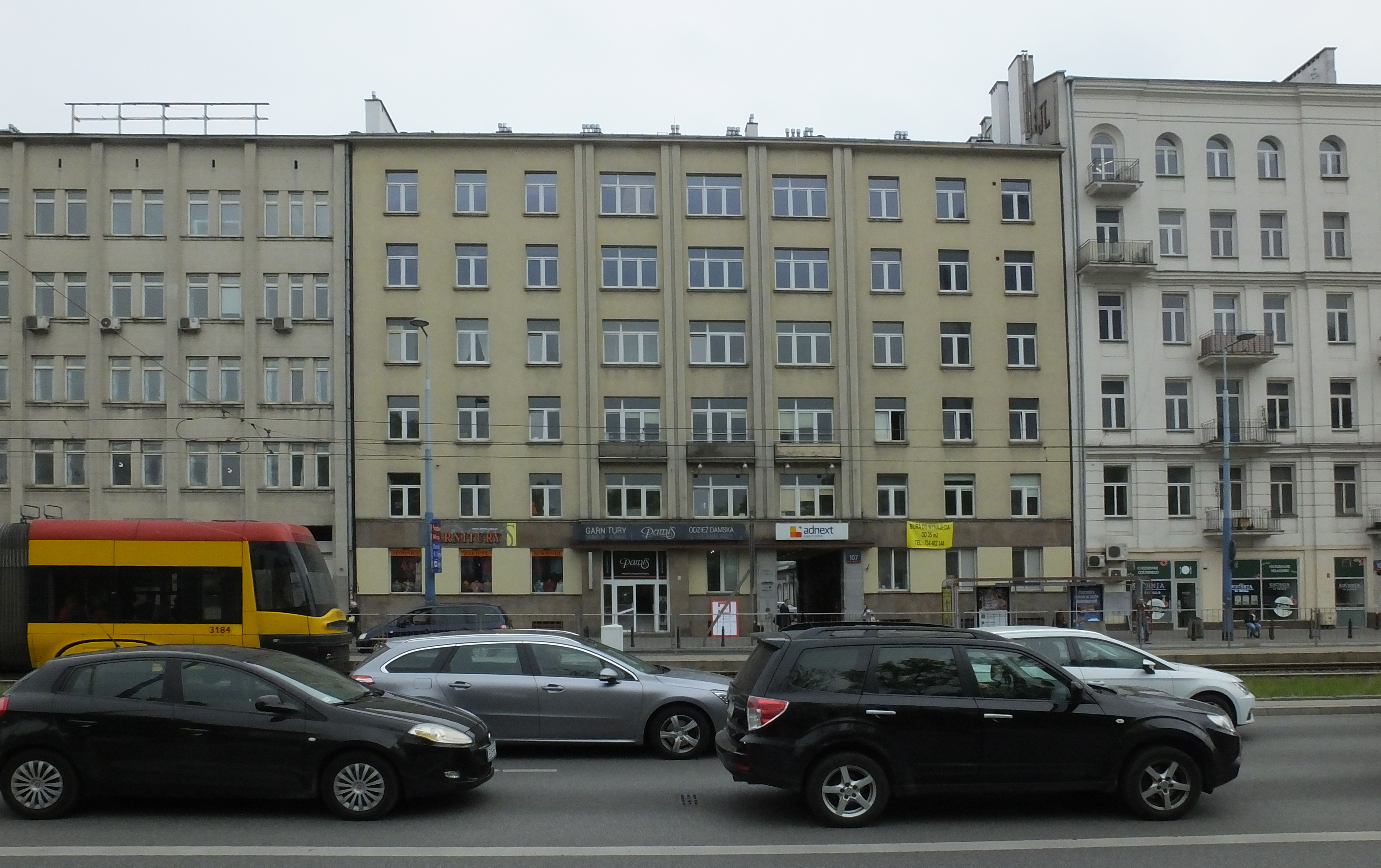
Pierwsza siedziba ZZK po II wojnie światowej w Domu Kolejowców Polskich w Al. Jerozolimskich 107 (1945–1948)

Federacja Związków Zawodowych Pracowników Polskich Kolei Państwowych – organizacja zrzeszająca dziewięć organizacji związkowych pracowników Polskich Kolei Państwowych. Jest jednym z członków założycieli centrali związkowej pn Forum Związków Zawodowych, z siedzibą w Warszawie. Federacja jest też zrzeszona w Międzynarodowej Federacji Pracowników Transportu (International Transport Workers’ Federation) z siedzibą w Londynie, oraz w Europejskiej Federacji Pracowników Transportu (European Transport Workers Federation) z siedzibą w Brukseli.

## Historia
W latach międzywojennych określany był związkiem klasowym. W wyniku przesilenia w tej organizacji w 1929 powstał Centralny Związek Zawodowy Pracowników Kolejowych w R.P. W tym okresie związek należał do centrali związkowej – Związku Stowarzyszeń Zawodowych, który np. w 1939 gościł w swojej siedzibie, do Centralnej Komisji Porozumiewawczej Związków Zawodowych Pracowników Państwowych (C.K.P.) oraz do Międzynarodowego Zrzeszenia Pracowników Transportowych w Amsterdamie.
Organizacyjnie związek składał się z sekcji zawodowych, m.in. drogowców, konduktorów, maszynistów parowozowych, palaczy, pracowników umysłowych, rewidentów, robotników parowozowni, ruchowców, smarowników i warsztatowców, oraz z 9 zarządów okręgowych i 122 kół. Oprócz siedziby głównej w Warszawie wybudował też domy m.in. w 

- Czortkowie,
- Dęblinie,
- Kowlu,
- w 1937 we Lwowie (proj. Romuald Miller) przy ul. Kętrzyńskiego 54-56, obecnie ul. Fedkowicza (вул. Федьковича 54-56), wraz z kinoteatrem na 880 miejsc, aktualnie zajmowanym przez Muzeum Historii Kolei Lwowskiej,
- Łapach,
- Łazach,
- Nowym Sączu,
- Skarżysku,
- Stanisławowie.

Zakupiono domy m.in. w 

- Bydgoszczy,
- Krakowie (d. Pałac Przeworskich z 1875, arch. J. Niedziałkowski) przy ul. Warszawskiej 15-17),
- Poznaniu przy ul. Stromej 24 (1939),
- Wilnie,
- Zagórzu.

Planowano kolejne. ZZK prowadził domy wypoczynkowe w Jaremczu (1936) i Wielkiej Wsi Hallerowie (1937).

## Liczba członków
- 1921 - około 90 tys. czł.
- 1928 - 59 tys.
- lata 30. - 60 tys.[3]
- 1931 – 44 tys.
- 1936 – 40 tys.
- 1939 – 35 tys.
- 1944 – 29 tys.
- 1945 – 225 tys.
- 1946 – 346 tys.
- 1947 – 365 tys.
- 1948 – 395 tys.
- 1949 – 389 tys.
- 1960 – 461 tys.
- 1965 – 491 tys.
- 1971 – 527 tys.
- 1976 – 547 tys.
- 2009 – 35 tys.
- 2012 – 32 tys.

## Chronologia
- 1918 – powołanie Związku Zawodowego Kolejarzy Rzeczypospolitej Polskiej (ZZK), będącego pod silnym wpływem PPS
- 1921 – modyfikacja nazwy na Związek Zawodowy Kolejarzy
- 1939–1945 – prowadzenie ograniczonej a niejednokrotnie konspiracyjnej działalności pod nazwą Rodzina Kolejowa
- 1945–1948 – kontynuowanie działalności pod nazwą Związek Zawodowy Kolejarzy
- 1949 – przystąpienie do struktur CRZZ
- 1953–1980 – działalność pod nazwą Związek Zawodowy Pracowników Kolejowych PRL
- 1980 – przyjęcie nazwy NSZZ Pracowników Kolejowych PRL oraz wystąpienie ze struktur CRZZ
- 1983 – powołanie Federacji Związków Zawodowych Pracowników PKP
- 1984–1991 – członkostwo w OPZZ
- 2002 – przystąpienie do FZZ

## Organizacje członkowskie federacji
- Związek Zawodowy Kolejarzy Dolnośląskich, Wrocław
- Związek Zawodowy Kolejarzy Małopolski, Kraków
- Związek Zawodowy Kolejarzy Okręgu Centralnego, Warszawa
- Związek Zawodowy Kolejarzy Pomorza Zachodniego, Szczecin
- Związek Zawodowy Kolejarzy Rzeczpospolitej Polskiej, Gdańsk
- Związek Zawodowy Kolejarzy Śląskich, Katowice
- Związek Zawodowy Kolejarzy Zachodniego Obszaru RP, Poznań
- Związek Zawodowy Kolejarzy z siedzibą w Lublinie
- Związek Zawodowy Pracowników Grupy PKP, Warszawa

## Podmioty zależne
- Krajowa Spółdzielnia Spożywców Kolejarzy, zał. w 1921, utworzona wcześniej jako Centralny Związek Stowarzyszeń Spółdzielczo-Spożywczych Pracowników Kolejowych
- Przedsiębiorstwo Turystyczno-Usługowe „Kolejarz” Sp. z o.o., prowadzące m.in. dom wypoczynkowy „Kolejarz” w Muszynie
- Dom Kultury Kolejarza, Kraków, zbud. w latach 1929–1931 dla Zjednoczenia Kolejowców Polskich, którego kontynuatorką działań jest Sekcja Krajowa Kolejarzy NSZZ „Solidarność”
- Kolejowy Szpital Uzdrowiskowy Sp. z o.o., Ciechocinek – własność w 19,68%, do 1939 własność Rodziny Kolejowej
- Dziecięcy Szpital Uzdrowiskowo-Rehabilitacyjny Rodziny Kolejowej im. Aleksandry Piłsudskiej, Rabka-Zdrój, zał. w 1937, do 1939 własność Rodziny Kolejowej, od 2005 w likwidacji
- Dom Wypoczynkowy „Rodziny Kolejowej” w Makowie Podhalańskim, zał. w 1934, obecnie Zakład Długoterminowej Opieki Medycznej Szpitala Specjalistycznego im. Ludwika Rydygiera w Krakowie, do 1939 własność Rodziny Kolejowej
- Robotniczy Ośrodek Wychowania Fizycznego i Sportu przy ZG ZZK, Warszawa wraz z 19 klubami sportowymi w terenie (1933–)

## Przewodniczący
- Jędrzej Moraczewski, honorowy przewodniczący
- 1918 - Michał Lewicki[4]
- 1918–1921 – Stanisław Kruszewski
- 1921–1937 – Adam Kuryłowicz
- 1937–1939 – Jan Packan
- 1939 – Mieczysław Mastek
- 1945 – Jan Rak
- 1945–1950 – Adam Kuryłowicz
- 1950–1955 – Stanisław Stachacz
- 1955–1957 – Ignacy Skowroński
- 1957–1971 – Eugeniusz Grochal
- 1971[5]–1979[6] – Józef Konarzewski
- 1980 – Zbigniew Kudrewicz
- 1980–1981 – Mirosław Teodorczyk
- 1984–1991 – Włodzimierz Koczur
- 1989–1991 – Waldemar Chyczewski (p.o.)
- 1991–2004 – Waldemar Chyczewski
- 2004–2008 – Jerzy Kędzierski
- 2008–2019 – Stanisław Stolorz
- 2019–2020 – Jan Przywoźny (p.o.)[7]
- od 2020 – Jan Przywoźny[8]

## Media

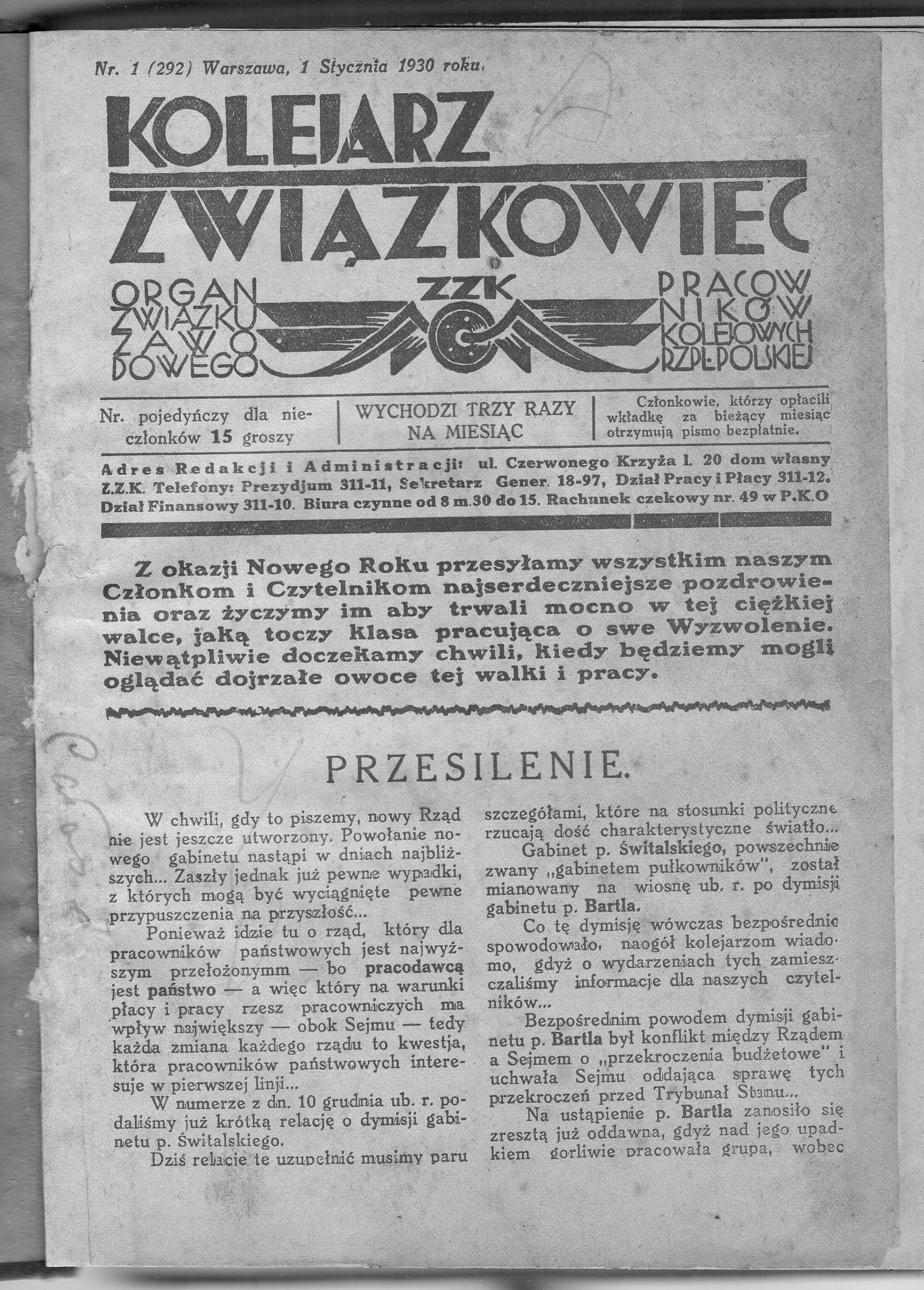
„Kolejarz Związkowiec”, nr 1 z rocznika 1930.

### w okresie międzywojennym
- W latach 1919–1939 organem prasowym związku był Kolejarz Związkowiec, ukazujący się w nakładzie 12 tys. egzemplarzy (1920), 67 tys. (1921), 80 tys. (1930), 40–60 tys. (1930–1939), jako mieś. (1919–1921), dwutyg. (1921–1926), 3 x w m-cu (1926–); redakcja mieściła się w siedzibie centrali związku, od 1927 przy ul. Czerwonego Krzyża 20
- ukazywał się Biuletyn Centrali Związku Zawodowego Pracowników Kolejowych Rzplitej Polskiej (1925–)
- wydawany był Rocznik Kolejarza. Kalendarz-Informator-Notatnik (1932–1939)
- w okresie 1920–1929 związek wydawał pismo Kolejarz, pierwotnie w Katowicach, zaś od połowy 1922 w Warszawie; początkowo jako mies., od 1925 dwa razy w miesiącu w nakładzie 40–50 tys.

### po 1945
- edycja Kolejarza Związkowca była kontynuowana w okresie powojennym, do 1949, w nakładzie 10–50 tys. egz. (1945), 100–200 tys. (1946), 300 tys. (1947) jednorazowego nakładu
- ukazywał się Biuletyn Informacyjny ZZK (1946–1948), (1956–)
- w latach 1947–1949 związek kontynuował wydawanie zapoczątkowanego w okresie lat międzywojennych przez Stowarzyszenie Lekarzy Kolejowych R.P. kwart. Lekarz Kolejowy w nakładzie 2 tys. egz.
- powrócono do edycji Rocznika Kolejarza. Kalendarza-Informatora-Notatnika (1947–1949)

w okresie lat 1952–1956 ukazywały się też pisma terenowe –

- Zielona Droga (DOKP Gdańsk),
- Głos Kolejarza (Katowice),
- Nowy Kolejarz (Kraków),
- Trybuna Kolejarza (Lublin),
- Wolna Droga (Łódź),
- Nasza Sztafeta (Olsztyn),
- Kolejarskie Słowo (Poznań),
- Nowe Tory (Szczecin),
- Głos Kolejarza (Warszawa),
- Kolejarz Dolnośląski (Wrocław).

- w 1950 Kolejarz Związkowiec przekształcono w tygodnik społeczno-zawodowy kolejarzy Sygnały, nakład około 75 tys. egz., w 1956 przejęte przez ówczesne Wydawnictwa Komunikacji
- od 1998 organem federacji jest wydawany w nakładzie 10 tys. egz. miesięcznik Nasze Sprawy z siedzibą redakcji w Warszawie; od 1995 pod tym samym tytułem ukazywał się biuletyn wydawany przez Radę Okręgową Federacji ZZP PKP Południowej DOKP w Krakowie[9]

## Siedziba
- pierwsza siedziba związku mieściła się w Warszawie przy ul. Długiej 19 (1927),
- od 1927 i z przerwą na okres 1939–1948 siedzibą związku jest wybudowany ze składek członków organizacji „Dom Kolejarza”, budynek przy ul. Jaracza 2, przed zmianą numeracji w 1955, położonym przy ówczesnej ul. Czerwonego Krzyża 20, róg Wybrzeża Kościuszkowskiego 29; decyzję o budowie siedziby i zbiórce funduszy podjęto w 1919, przeznaczając 13,3% składek; grunt zakupiono w 1923 za 120 mln marek polskich tj. równowartość 19 tys. przedwojennych zł; mieścił też teatr z widownią na 650 miejsc (Ip.), amfiteatr na 300 miejsc (IIp.), restaurację/bufet, sale klubowe i konferencyjne, hotel/pokoje gościnne o 46 pokojach oraz mieszkania, proj. budynku arch. Romuald Miller (1882–1945), pow. parceli – 1288 m², kubatura – 31000 m³, łączny koszt budowy wraz z wyposażeniem – ok. 2,500,000 zł, realizacja: przedsiębiorstwo budowlane W Dubeltowicz, R. Malinowski i A. Szałek w Warszawie[10][11],
- 1930–1939 – w budynku mieści się Teatr Ateneum,
- 1939–1940 – budynek siedzibą Dyrekcji Kolei Wschodnich (Ostbahn-Betriebsdirektion), która czasowo przejęła również majątek związku,
- 1940–1945 – budynek siedzibą Dyrekcji Rejonowej Kolei Wschodnich (Ostbahn-Bezirksdirektion),
- 1943–1944 – w budynku władze okupacyjne uruchomiły Teatr Mały Miasta Warszawy (Kleines Theater der Stadt Warschau),
- 1944 – obiekt znacznie uszkodzony w czasie powstania warszawskiego,
- 1945 – pierwsza siedziba związku po II wojnie światowej mieściła się w Lublinie,
- 1945–1948 – na czas odbudowy związek mieścił się w wybudowanym w latach 1937–1938 w Warszawie budynku przy Al. Jerozolimskich 101, ówcześnie 107, dawnej siedzibie Zjednoczenia Kolejowców Polskich,
- 1946–1948 – w trakcie odbudowy (proj. Wiktor Ballogh) dobudowano jedno piętro,
- od 1951 – w budynku ponownie mieści się Teatr Ateneum im. Stefana Jaracza.